# Strafanstalt Schällemätteli
Die Strafanstalt Schällenmätteli ist ein ehemaliges Gefängnis in der Schweizer Stadt Basel, welches von 1864 bis 1977 als Gefängnis und von 1982 bis 2004 als Untersuchungsgefängnis genutzt wurde.

## Name
Zur Gefangenbeschäftigung wurden diese auf nahe gelegenen Feldern (Matten) zur Arbeit eingesetzt. Um Fluchtversuche zu verhindern, mussten die Häftlinge während der Arbeit Glocken (Schellenwerk) um den Hals tragen, welche sie im Falle eines Fluchtversuches verraten sollten. Daraus entstand der umgangssprachliche Name Schällemätteli.

## Bauwerk
Die Strafanstalt entstand 1864 an der Spitalstrasse, auf dem Gelände des ehemaligen Bahnhofes der Elsässerbahn, welche ihren Bahnhof im Jahr 1860 zum Centralbahnhof am Elisabethen-Bollwerk verlegt hatte.
Für den Bau einer Strafanstalt hatte die Stadt Basel einen Wettbewerb ausgeschrieben und Robert Moser erhielt aus 15 Konkurrenten den ersten Preis.
Innerhalb einer quadratischen Umfassungsmauer mit vier Wachhäusern in den Ecken befanden sich die Gebäude der Strafanstalt. In der Mitte stand der Aufsehertrakt mit der Anstaltskirche darüber. Vom Aufsehertrakt strahlten drei Zellentrakte T-förmig in drei Richtungen ab. Damit hatte man vom Aufsehertrakt aus Einblick in die drei Zellengebäude. Am vierten Flügel befand sich das villenartige Verwaltungsgebäude. Moser baute im gleichen Jahr nach demselben Prinzip die Strafanstalt Lenzburg.

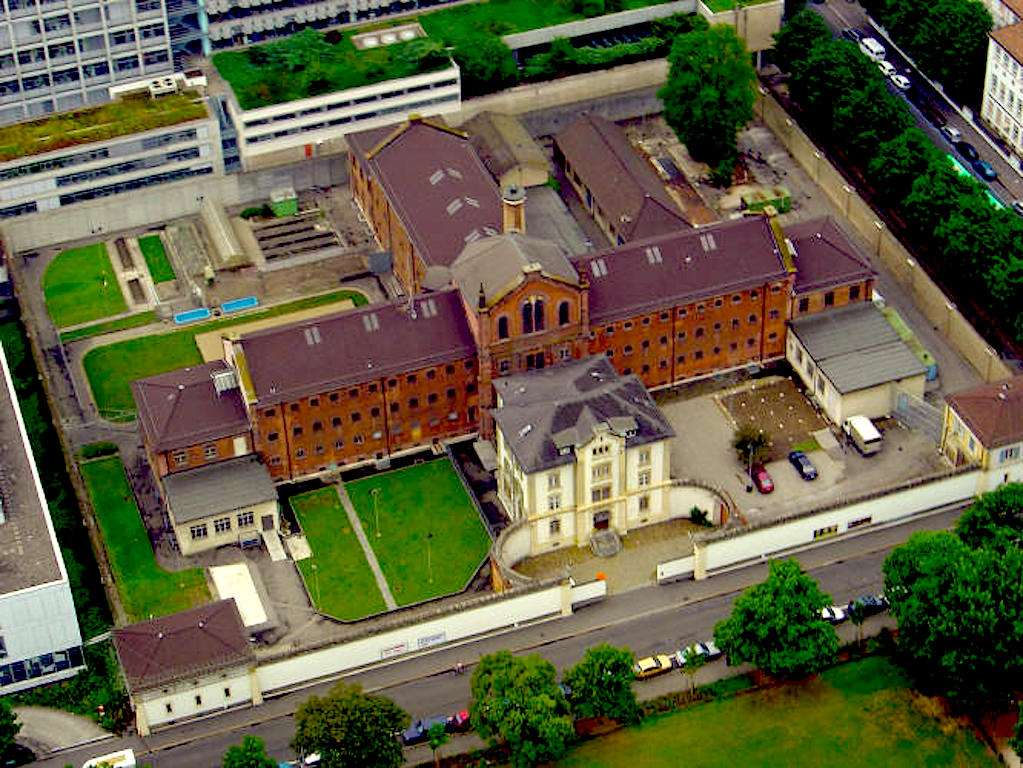
Gefängnis Schällemätteli

Im Jahr 1952 wurde das Schällenmätteli im Innern umgebaut. Zwischen 1977 und 1982 wurde das Gefängnis nicht mehr genutzt, musste dann aber reaktiviert werden. Da die Normen der 114 etwa fünf Quadratmeter grossen Zellen nicht mehr der Europäischen Menschenrechtskonvention entsprachen, musste das Gefängnis im Sommer 2004 geschlossen werden. Seither stand es bis zum Abbruch meist leer, wurde aber während der Euro 08 nochmals als zusätzliches Gefängnis für Hooligans benutzt.
Unterdessen wurde das Gebäude, das nicht geschützt war, abgebrochen. Auf dem Gelände wurde der Neubau für das Biozentrum der Universität Basel erstellt. Der Baubeginn dieses Biozentrum-Turms erfolgte am 5. August 2013. Bis zum Mai 2014 wurde die 12 Meter tiefe Baugrube ausgehoben und für den Bau vorbereitet. Die Grundsteinlegung fand im gleichen Monat statt. Geplant war, dass von Juni 2014 bis Dezember 2015 der Rohbau und die Fassade erstellt werden sollte. Ein Rekurs eines im Bieterverfahren unterlegenen Generalunternehmers verzögerte zwischenzeitlich die Bauarbeiten, wurde aber letztendlich abgewiesen. Am 21. September 2021 wurde der neue Biozentrum-Turm durch die Universität Basel eröffnet.